# 東久邇宮內閣
東久邇宮內閣（日语：／ Higashikuninomiya Naikaku */?）是日本皇族、陸軍大將東久邇宮稔彥就任第43任內閣總理大臣（首相）後，自1945年（昭和20年）8月17日至1945年10月9日組成的內閣。東久邇宮內閣是日本政治史上唯一由皇族擔任內閣總理大臣的內閣，也是日本政治史上任期最短的內閣，僅存續54日之久。

## 概要

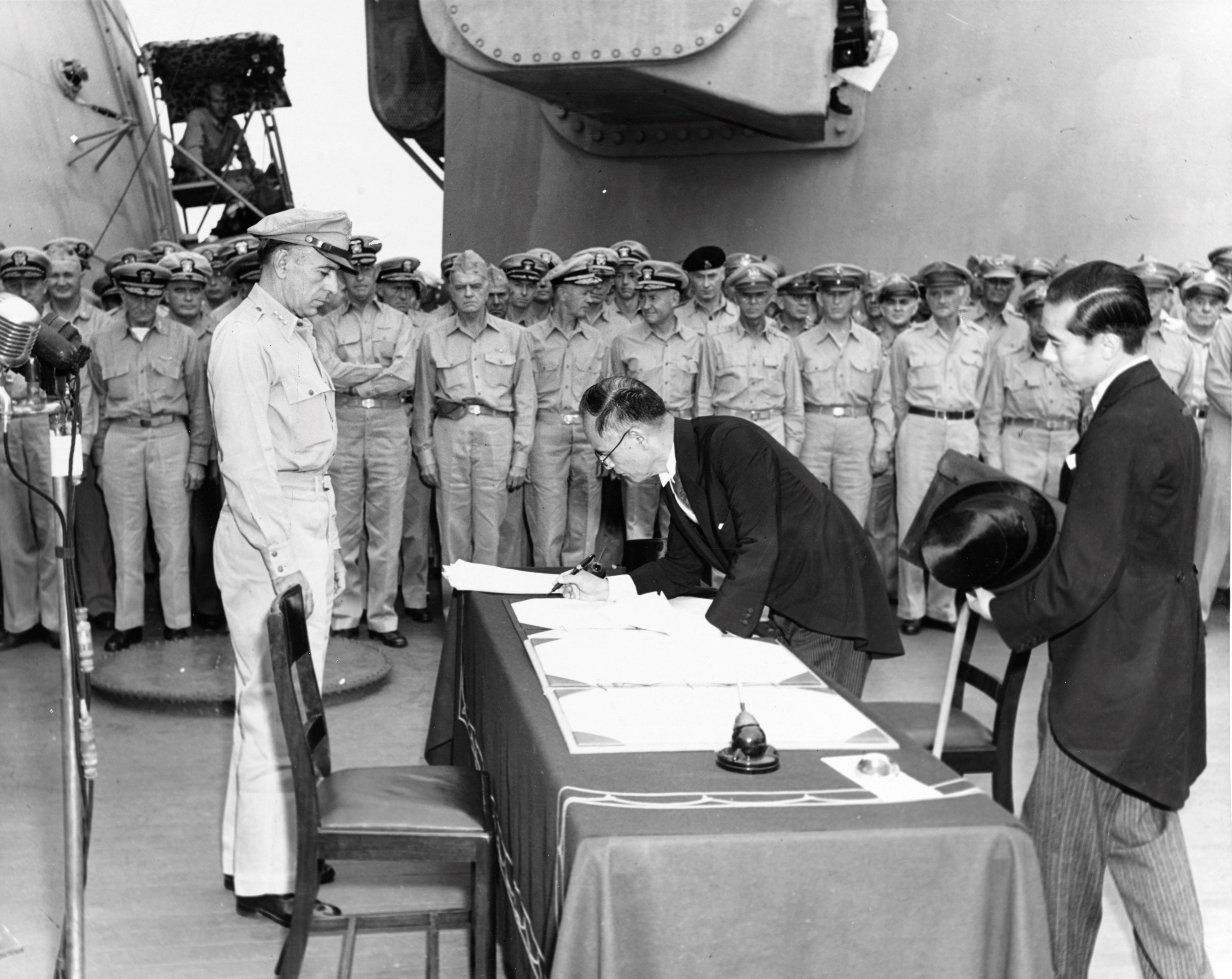
1945年9月2日，重光葵（照片中彎腰者）代表日本政府簽署《降伏文書》

1945年8月15日，昭和天皇透過錄音電臺廣播向全日本民眾宣讀《終戰詔書》，接受由同盟國提出的《波茨坦公告》各項協定，日本無條件投降；時任內閣總理大臣鈴木貫太郎隨後率領內閣總辭，並由陸軍大將、皇族東久邇宮稔彥繼任組閣。8月17日，東久邇就任為內閣總理大臣，成为战后昭和时期的第一位首相。
身為日本投降後的第一任內閣，東久邇宮內閣擔負著日本國內的戰後事務處理與外交談判協商等重大任務。9月2日，以外務大臣重光葵為首的日本代表團11人與美國等9個同盟國的代表團在美國海軍戰艦密蘇里號上簽署《降伏文書》，正式無條件投降，後由美國主導的盟軍即以盟軍最高司令官總司令部（SCAP，又稱GHQ）及駐日盟軍總司令麥克阿瑟之名義開始實施對日軍事占領。
在盟軍對日軍事占領期間，日本天皇及政府之主權受到限制，盟軍最高司令部之決策往往擁有絕對的影響力:26；為消除戰前軍事獨裁的餘緒，盟軍最高司令部開始對日本實施許多改革，包括廢除大東亞省、軍需省及總和計劃局等戰時機關、解除大日本帝國陸軍及海軍武裝和塗改教科書中帶有軍國主義色彩之內容等措施。10月4日，盟軍最高司令部發出題為《關於廢除針對政治性、公民性及宗教自由的限制措施之備忘錄》的指令，要求日本內閣廢止違反人權的《治安維持法》，同時要求罷免支持特別高等警察繼續鎮壓極端社會運動的內務大臣山崎巖:91；然而東久邇宮內閣最終拒絕了盟軍最高司令部的要求，並決議以內閣總辭之形式消極抵抗。10月9日，東久邇宮內閣總辭職，由幣原喜重郎繼任組閣。10月15日，由幣原領導的幣原內閣公告《勅令第575號》，正式廢止《治安維持法》及特高警察制度。

## 內閣成員
除部分特殊情況外，本內閣閣員皆於1945年8月17日就任。

### 國務大臣
| 職位名       | 任數             | 姓名及肖像       | 姓名及肖像       | 出身                                        | 其它職務                    | 備註                       |
| ------------ | ---------------- | ---------------- | ---------------- | ------------------------------------------- | --------------------------- | -------------------------- |
| 內閣總理大臣 | 43               | 東久邇宮稔彥     |                  | 皇族 貴族院 無黨籍（無會派） 陸軍大將       | 臨時兼任陸軍大臣            | 初次入閣                   |
| 外務大臣     | 55               | 重光葵           |                  | 貴族院 無黨籍（無會派）                     | 臨時兼任大東亞大臣          | 1945年9月17日卸任          |
| 外務大臣     | 56               | 吉田茂           |                  | 外務省                                      | 無                          | 初次入閣 1945年9月17日就任 |
| 內務大臣     | 62               | 山崎巖           |                  | 內務省                                      | 無                          | 初次入閣                   |
| 大藏大臣     | 48               | 津島壽一         |                  | 貴族院 無黨籍（研究會）                     | 無                          | 無                         |
| 陸軍大臣     | 55               | 東久邇宮稔彦     |                  | 皇族 貴族院 無黨籍（無會派） 陸軍大將       | 內閣總理大臣                | 初次入閣 1945年8月23日卸任 |
| 陸軍大臣     | 56               | 下村定           |                  | 陸軍大將                                    | 無                          | 初次入閣 1945年8月23日就任 |
| 海軍大臣     | 49               | 米內光政         |                  | 海軍大將                                    | 無                          | 自上任內閣留任             |
| 司法大臣     | 46               | 岩田宙造         |                  | 貴族院 無黨籍（同和会）                     | 無                          | 初次入閣                   |
| 文部大臣     | 58               | 松村謙三         |                  | 眾議院 （大日本政治会→）無黨籍              | 厚生大臣                    | 初次入閣 1945年8月18日卸任 |
| 文部大臣     | 59               | 前田多門         |                  | 貴族院 無黨籍（同成会）                     | 無                          | 初次入閣 1945年8月18日就任 |
| 厚生大臣     | 13               | 松村謙三         |                  | 眾議院 （大日本政治會→）無黨籍              | 臨時兼任文部大臣            | 初次入閣                   |
| 大東亞大臣   | 5                | 重光葵           |                  | 貴族院 無黨籍（無會派）                     | 外務大臣                    | 1945年8月26日卸任          |
| 大東亞大臣   | （大東亞省廢止） |                  |                  |                                             |                             |                            |
| 農商大臣     | 5                | 千石興太郎       |                  | 貴族院 無黨籍（無黨籍俱樂部）               | 無                          | 初次入閣 1945年8月26日卸任 |
| 農商大臣     | （農商務省廢止） |                  |                  |                                             |                             |                            |
| 農林大臣     | （農林省未設置） | （農林省未設置） | （農林省未設置） | （農林省未設置）                            | （農林省未設置）            | （農林省未設置）           |
| 農林大臣     | 1                | 千石興太郎       |                  | 貴族院 無黨籍 （無黨籍俱樂部）              | 無                          | 1945年8月26日就任          |
| 軍需大臣     | 5                | 中島知久平       |                  | 眾議院 （大日本政治會→）無黨籍 海軍機關大尉 | 無                          | 1945年8月26日卸任          |
| 軍需大臣     | （軍需省廢止）   |                  |                  |                                             |                             |                            |
| 商工大臣     | （商工省未設置） | （商工省未設置） | （商工省未設置） | （商工省未設置）                            | （商工省未設置）            | （商工省未設置）           |
| 商工大臣     | 1                | 中島知久平       |                  | 眾議院 （大日本政治會→）無黨籍 海軍機關大尉 | 無                          | 1945年8月26日就任          |
| 運輸大臣     | 1                | 小日山直登       |                  | 貴族院 無黨籍（無會派）                     | 無                          | 自上任內閣留任             |
| 國務大臣     | -                | 近衛文麿         |                  | 貴族院 無黨籍（火曜会） 公爵                | 無                          | 無                         |
| 國務大臣     | -                | 緒方竹虎         |                  | 貴族院 無黨籍（無會派）                     | 兼任內閣書記官長 情報局總裁 | 無                         |
| 國務大臣     | -                | 小畑敏四郎       |                  | 陸軍中將                                    | 無                          | 初次入閣 1945年8月19日就任 |

### 其它
| 職位名         | 任數                     | 姓名及肖像               | 姓名及肖像               | 出身                     | 其它職務                 | 備註                     |
| -------------- | ------------------------ | ------------------------ | ------------------------ | ------------------------ | ------------------------ | ------------------------ |
| 內閣書記官長   | 52                       | 緒方竹虎                 |                          | 貴族院 無黨籍（無會派）  | 兼任國務大臣             | 無                       |
| 內閣法制局長官 | 44                       | 村瀨直養                 |                          | 貴族院 無黨籍（研究會）  | 總和計劃局長官           | 自上任內閣留任           |
| 內閣副書記官長 | （內閣副書記官長未設置） | （內閣副書記官長未設置） | （內閣副書記官長未設置） | （內閣副書記官長未設置） | （內閣副書記官長未設置） | （內閣副書記官長未設置） |
| 內閣副書記官長 | -                        | 高木惣吉                 |                          | 海軍少將                 | 無                       | 1945年9月19日就任        |

## 外部連結
- 首相官邸 東久邇宮內閣閣僚名簿 （页面存档备份，存于） （日語）